# Calamaria lumholtzi
Calamaria lumholtzi este o specie de șerpi din genul Calamaria, familia Colubridae, descrisă de Nils Johan Andersson în anul 1923. Conform Catalogue of Life specia Calamaria lumholtzi nu are subspecii cunoscute.